# 蛇を踏む
『蛇を踏む』（へびをふむ）は川上弘美の短編小説で、1996年（平成8年）に発表され、第115回（1996年）芥川龍之介賞を受賞している。

## 概要
初出は「文學界」1996年3月号。同年9月に文藝春秋より単行本を刊行。『消える』『惜夜記』を併録。

## あらすじ
ヒワ子は藪の中で蛇を踏んでしまった。踏んでしまった蛇は人間の女に変身し、ヒワ子の部屋に住み着いてヒワ子の母だと名乗り始めた。